# Ыскака Ыбыраева
Ыскака Ыбыраева (каз. Ысқақ Ыбыраев, до 2001 г. — Ленино) — село в районе Шал акына Северо-Казахстанской области Казахстана. Входит в состав Аютасского сельского округа. Код КАТО — 595635500.

## Население
В 1999 году численность населения села составляла 1109 человек (566 мужчин и 543 женщины). По данным переписи 2009 года, в селе проживало 711 человек (345 мужчин и 366 женщин).

## Известные жители
В 1941 году сюда была депортирована семья Бельгер.